# Olea parvilimba
Espèce
Classification phylogénétique
Olea parvilimba (Merrill & Chun) B. M. Miao (en langue chinoise translittérée : xio ye mu xi lan) est une espèce de plantes à fleurs de la famille des Oleaceae et du genre Olea. C'est un arbre qui pousse en Chine et au Vietnam.

## Description

### Appareil végétatif
C'est un arbre de 12 à 15 m, glabres. Les petites branches sont un peu compressée. Le pétiole mesure 3 à 10 mm. Le limbe de la feuille est elliptique ou oblong-elliptique, mesurant 3,5 à 9 cm par 1,2 à 3,2 cm, épais et coriace, pointillé d'écailles peltées, la base est atténuée, la marge entière, fortement enroulées. L'apex est obtus. Les nervures primaires sont au nombre de 5 à 7 de chaque côté de la nervure centrale, légèrement déprimées.

### Appareil reproducteur
Les panicules floraux sont terminaux, de 1,5 à 2 cm. Les fleurs sont bisexuèes. Le pédicelle mesure 1 à 1,5 mm. Le calice ne dépasse pas 1 mm. La corolle est jaune à vert, ne dépassant pas 2 mm. Les lobes sont longs, ovales de 1 à 1,3 mm, émoussés.
Les fruits sont des drupes, ellipsoïdes allongées de 1,2 à 1,4 cm à 5,5 mm, avec une côte quand secs. La floraison a lieu en septembre, la fructification en septembre-décembre.

### Répartition géographique
- Asie tempèrée : Chine - Hainan bois et sommets de montagnes jusqu'à 1.000 m.
- Asie tropicale : Indochine : Vietnam

## Taxonomie
Synonyme(s) d'Olea parvilimba
- Linociera parvilimba Merr. & Chun (basionyme)

## Utilisations
Arbuste décoratif. Cette espèce intéresse les créateurs de bonsaïs.

## Sources
Pour des articles plus généraux, voir Oleaceae et Olea.